# Scabricola condei
Scabricola condei is een slakkensoort uit de familie van de Mitridae. De wetenschappelijke naam van de soort is voor het eerst geldig gepubliceerd in 2001 door Guillot de Suduiraut.